# 龙江酒
龙江酒是中華人民共和國黑龍江省鹤岗市出产的一种白酒，源于1917年设立的“义兴源烧锅”。龙江酒乃以高粱等纯粮为原料，经传统老五甑清蒸混入续渣法，用大曲、麸曲、生香酵母发酵40天左右出窖蒸馏酿成的酱香型白酒。